# Cronaca Sovversiva
Cronaca Sovversiva (en català Crònica Subversiva) fou un periòdic anarquista independent, amb preferència per l'obrerisme i els mètodes d'acció violents. Editat als EUA per Luigi Galleani des del 6 de juny de 1903.

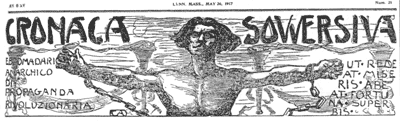
Cronaca Sovversiva (capçalera)

El diari va ser escrit gairebé íntegrament en italià i, en general, consistia en no més de vuit pàgines i, en un moment donat, havia aconseguit una subscripció de 5.000 exemplars. Cronaca Sovversiva circulava sobretot entre els nous immigrants que constituïen la classe obrera italoamericana, en particular picapedrers, jornalers i treballadors de les fàbriques ubicades a Nova Anglaterra, Nova York, Nova Jersey i Massachusetts. La publicació contenia una varietat d'informació que es considerava essencial per als radicals italians, com ara arguments sobre la inexistència de Déu, la necessitat de l'amor lliure, crítiques contra la tirania dels governs tant històrics com recents, així com vers els innobles i massa passius socialistes. Els anarquistes italoamericans d'anomenada, Sacco i Vanzetti, van contribuir al periòdic en diverses ocasions.
Una característica freqüent de Cronaca Sovversiva fou una llista d'adreces i les relacions detallades entre empresaris, "espies del capitalisme", trencavagues, i un conjunt d'anomenats enemics del poble. El més interessant va ser un petit anunci en els darrers números que venia un manual innocentment titulat La salut és en tu! per la suma de 25 centaus, descrivint-lo com un manual imprescindible per a qualsevol família proletària. Health Is In You! era en realitat un manual explícit de fabricació de bombes.
El 1917, el govern dels EUA estava decidit a impedir de forma explícita i oberta l'entrada d'anarquistes estrangers al país, i es preparava per perseguir i deportar els altres que hom creia involucrats en activitats subversives. Per causa de la seva tasca de promoció de l'enderrocament violent del govern, així com l'oposició a la participació dels EUA en la Primera Guerra Mundial, el diari va ser tancat per força al juliol de 1918. Onze mesos més tard, després que diversos dels seus seguidors es van veure implicats en els atemptats de cartes bomba d'abril i juny de 1919, Galleani i alguns dels editors del diari van ser deportats dels Estats Units.
Els arxius del diari Cronacca es troben a l'UPA, University Publications of America, un editor global de les col·leccions d'investigació bibliotecària.